# Maeystown (Illinois)
Maeystown est un village situé au sud du comté de Monroe dans l'Illinois, aux États-Unis,. Il est fondé en 1852 lors de la construction d'un moulin par Jacob Maeys. Il est incorporé le 15 juin 1904.

## Démographie
Lors du recensement de 2010, le village comptait une population de 157 habitants. Elle est estimée, en 2016, à 158 habitants.

### Source de la traduction
- (en) Cet article est partiellement ou en totalité issu de l’article de Wikipédia en anglais intitulé « Maeystown, Illinois » (voir la liste des auteurs).